# 防城站
防城站，位于中华人民共和国广西壮族自治区防城港市防城区，是南防铁路上的火车站，由中国铁路南宁局集团管辖。

## 車站周邊
- 防城港市疾病预防控制中心
- 中国工商银行中山分理处
- 防城港市公安局防城区分局
- 防城港市防城区农业技术推广中心
- 中国农业银行防城港新城支行
- 防城第二客运服务站
- 中国银行防城支行

## 业务办理
客运办理旅客乘降，行李，包裹托运业务。货运办理整车货物到发。

## 外部連結
- 中国铁路客户服务中心 （页面存档备份，存于）